# Ética normativa

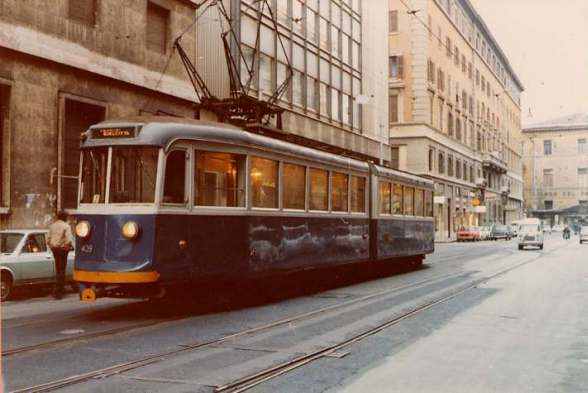
El dilema del tranvía es un experimento mental que puede servir para ilustrar y poner a prueba distintas teorías éticas.

La ética normativa es la rama de la ética que estudia los posibles criterios para determinar cuándo una acción es correcta y cuándo no lo es. Busca principios generales que justifiquen los sistemas normativos y argumenta por qué se deberían adoptar determinadas normas. Un ejemplo clásico de un criterio semejante es la regla de oro.
Dentro de la ética normativa, existen tres posturas principales: el consecuencialismo sostiene que las acciones se deben juzgar solo con base a si sus consecuencias son favorables o desfavorables. Distintas versiones del consecuencialismo difieren sin embargo acerca de qué consecuencias son relevantes para determinar la moralidad o no de una acción. Por ejemplo, el egoísmo moral considera que una acción será moralmente correcta solo cuando sus consecuencias sean favorables al que la realiza. En cambio, el utilitarismo, sostiene que una acción será moralmente correcta solo cuando sus consecuencias sean favorables para una mayoría. También existe debate sobre qué se debe contar como una consecuencia favorable.
La deontología sostiene que existen deberes que deben ser cumplidos, más allá de las consecuencias favorables o desfavorables que puedan traer, y que cumplir con esos deberes es actuar moralmente. Por ejemplo, cuidar a nuestros hijos es un deber, y es moralmente incorrecto no hacerlo, aun cuando esto pueda resultar en grandes beneficios económicos. Distintas teorías deontológicas difieren en el método para determinar los deberes, y consecuentemente en la lista de deberes a cumplir.
La ética de las virtudes se enfoca en la importancia de desarrollar buenos hábitos de conducta o virtudes, y de evitar los malos hábitos, es decir los vicios.

## Ética descriptiva
Frecuentemente se entiende a la ética en el sentido de ética normativa, es decir, se confunde esta parte con el todo. Sin embargo, mientras que la ética descriptiva se ocupa de determinar qué se considera moralmente correcto en determinada sociedad, la ética normativa reflexiona sobre lo que es moralmente correcto y por qué.
La ética descriptiva formula enunciados de tipo no-normativo ya que se limita a declarar lo que en determinada sociedad se considera correcto pero no se sostiene la validez de la consideración, en estricto sentido, la validez no es una consecuencia lógica de la aceptación generalizada de la norma.
Un enunciado normativo está apoyado en una argumentación lógica que fundamenta por qué es correcta la aplicación de una norma, de manera que sostiene y afirma su validez. Este tipo de enunciados son los formulados por la ética normativa.

## Relación con otras disciplinas
Además de la ética descriptiva (que se ocupa de determinar qué se considera moralmente correcto en determinada sociedad), la ética normativa se relaciona con otras partes de la ética. La reflexión sobre las normas de la que se ocupa la ética normativa ha de continuarse en la metaética; ésta no formula enunciados normativos sino de tipo lingüístico o metodológico que reflexionan sobre el lenguaje normativo o sobre la forma y fundamentación de las teorías normativas. No obstante, carece de sentido pretender establecer un límite claro entre ética y metaética, pues ninguna disciplina puede renunciar a la investigación de sus fundamentos teóricos ni a la explicación del significado de sus expresiones fundamentales. Tras los procesos de reflexión de la ética normativa y la metaética se proyectan normas concretas de aplicación más inmediata propias de la ética aplicada. Se incluyen en esta última los temas prácticos de mayor interés o actualidad en una sociedad, como la bioética.

## Teorías normativas
La ética normativa siempre ha estado presente en el pensamiento occidental y se han propuesto distintas clasificaciones de sus doctrinas. Sin embargo, la distinción entre éticas consecuencialistas y éticas deontológicas es la de mayor fuerza y discusión en el ámbito contemporáneo.
Las teorías éticas también se pueden distinguir según los criterios que utilizan para evaluar el bien moral. El bien moral se puede evaluar por:
- Consecuencias (ética teleológica, consecuencialismo)
- Disposiciones de comportamiento, rasgos de carácter y virtudes (ética de la virtud)
- Intenciones (ética disposición)
- Objetivos hacia hechos morales, como objetivo de las evaluaciones morales sobre la propiedad o la acción (ética deontológica)
- Optimización de los intereses o de las partes interesadas (de preferencia), la ética utilitarista, de la felicidad (eudaimonía), o del bienestar

### Consecuencialismo
En filosofía moral, el consecuencialismo es una clase de normativa, teorías éticas teleológica que sostienen que las consecuencias de la conducta de uno son la base última para el juicio sobre la corrección o incorrección de esa conducta. Así, desde un punto de vista consecuencialista, un acto moralmente correcto (incluyendo la omisión de actuar) es aquel que producirá un buen resultado. El consecuencialismo, junto con el eudaimonismo, cae bajo la categoría más amplia de ética teleológica, un grupo de puntos de vista que afirman que el valor moral de cualquier acto consiste en su tendencia a producir cosas de valor intrínseco. Los consecuencialistas sostienen en general que un acto es correcto si y sólo si el acto (o en algunos puntos de vista, la regla bajo la que cae) producirá, probablemente producirá, o tiene la intención de producir, un mayor equilibrio del bien sobre el mal que cualquier alternativa disponible.  Las diferentes teorías consecuencialistas difieren en cómo definen la bienes morales, siendo los principales candidatos el placer, la ausencia de dolor, la satisfacción de las preferencias, y nociones más amplias del «bien general».
El consecuencialismo suele contraponerse a la ética deontológica (o deontología): la deontología, en la que las normas y el deber moral ocupan un lugar central, deriva lo correcto o incorrecto de la conducta de una persona del carácter de la propia conducta, más que de los resultados de la misma. También se contrapone a la ética de la virtud, que se centra en el carácter de la agente más que en la naturaleza o las consecuencias del acto (u omisión) en sí, y a la ética pragmática, que trata la moralidad como la ciencia: avanzando colectivamente como sociedad en el transcurso de muchas vidas, de modo que cualquier criterio moral está sujeto a revisión.
Algunos sostienen que las teorías consecuencialistas (como el utilitarismo) y las teorías deontológicas (como la ética kantiana) no son necesariamente excluyentes entre sí. Por ejemplo, T. M. Scanlon defiende la idea de que los derechos humanos, que comúnmente se consideran un concepto «deontológico», sólo pueden justificarse con referencia a las consecuencias de tener esos derechos. Del mismo modo, Robert Nozick defendió una teoría que es principalmente consecuencialista, pero incorpora «restricciones laterales» inviolables que restringen el tipo de acciones que los agentes pueden realizar.  Derek Parfit argumentó que, en la práctica, cuando se entienden correctamente, el consecuencialismo de reglas, la deontología kantiana y el contractualismo acabarían prescribiendo el mismo comportamiento.

### Deontología
La deontología (del griego δέον, -οντος déon, -ontos 'obligación', 'deber' y -logía 'conocimiento', 'estudio') es la rama de la ética que trata de los deberes, especialmente de los que rigen actividades profesionales, así como el conjunto de deberes relacionados con el ejercicio de una profesión. A su vez, es parte de la filosofía moral dedicada al estudio de las obligaciones o deberes morales.
La deontología también es la teoría en ética normativa según la cual existen ciertas acciones que se deben realizar, y otras que no se deben realizar, más allá de las consecuencias positivas o negativas que puedan traer. Es decir, hay ciertos deberes que se deben cumplir más allá de sus consecuencias. Para la deontología, las acciones tienen un valor en sí mismas, independientemente de la cantidad de bien que puedan producir. De acuerdo con la convicción de que hay acciones buenas o malas en sí mismas, se sigue el deber de realizarlas o de evitarlas. Una acción puede ser moralmente correcta, aunque no produzca la mayor cantidad de bien, porque es justa por sí misma. Sin embargo, las éticas deontológicas se vuelven cada vez más sensibles a la necesidad de considerar las consecuencias globales de las acciones. Si, por ejemplo, mediante una mentira se puede salvar una vida humana, un ético deontológico puede reconocer una ponderación de los resultados de la acción. No obstante, en estos casos, se tienen en cuenta las consecuencias de la acción y no el valor propio de la acción, con lo cual parecería que quedaría suspendida la deontología; aunque, en realidad, éticos deontológicos como el propio Kant consideran también que, aunque no es lícito realizar determinadas acciones (como mentir, en el caso de Kant), sí es posible para lograr un fin mayor el engañar en una situación, por ejemplo, si esta así lo requiere (en este ejemplo, diciendo algo que no sea una mentira directa, como una "media verdad", para lograr el mencionado fin, dejando que sea el otro quien se engañe en este caso salvando así dicha vida).
Los deontólogos son aquellos que consideran correcta una situación en la que más gente sea fiel a sus convicciones, pero a la vez tiene que juzgar correcto hacer algo que irremisiblemente ocasionará que más personas actúen incorrectamente.
Las éticas que pertenecen a este grupo se desarrollan a partir de un postulado humanista antropocéntrico; con esto postulan una moral humanista, ilustrada, que actúa sobre la política y el derecho. Esto orienta, presiona y critica; con la finalidad de fomentar una sociedad libre, democrática y abierta.
Existen dos principales tipos de deontología:
- Deontología aplicada: nos habla de los deberes de la vida cotidiana, si se debe hacer o no lo correcto en alguna situación.
- Deontología prescriptiva: determina el comportamiento con base en las reglas planteadas o necesarias para la convivencia.

El término fue acuñado por Jeremy Bentham, en su obra Deontología o ciencia de la moral, donde la define como la rama del arte y de la ciencia que tiene como objetivo actuar de forma recta y apropiada, se refiere a la exposición de «lo que es correcto» y «lo que debería ser». Bentham también considera que la base de este término se sustenta en los principios de libertad y utilitarismo. Por su parte, Rosmini establece la deontología no del ser, sino del deber-ser, es decir, lo que se debe de ser para poder considerarse perfectos.
El término surge en el siglo XIX como una nueva forma de llamar a la ética, sin embargo, conforme fue pasando el tiempo se le tomó como la ética aplicada a la profesión específicamente. Todas las profesiones u oficios pueden contar con su propia deontología que indique cuál es el deber de cada individuo, es por ello que algunas de ellas han desarrollado su propio código deontológico.
Las normas deontológicas son incomprensibles sin la referencia al contexto o grupo social en el que son obligatorias. La obligación se circunscribe a ese grupo, fuera del cual pierden la obligatoriedad. Bajo el ojo deontológico se considerará correcta una situación en la cual las personas estén siguiendo sus convicciones, pero al mismo tiempo tiene que analizar si lo que hará provocará que más gente tome decisiones incorrectas (hipócritas).
«Obra sólo según aquella máxima por la cual puedas querer que al mismo tiempo se convierta en ley universal. Obra como si la máxima de tu acción pudiera convertirse por tu voluntad en una ley universal de la naturaleza» (AA IV:421).

### Ética de las virtudes
La ética de las virtudes es la corriente de estudio de la moral que parte en que esta surge de rasgos internos de la persona, las virtudes, en contraposición a la posición de la deontología —la moral surge de reglas— y del consecuencialismo —la moral depende del resultado del acto—. La diferencia entre estos tres enfoques de la moral yace más en la forma en que se abordan los dilemas morales que en las conclusiones a las que se llega.
La ética de virtud es una teoría que se remonta a Platón y, de modo más articulado, a Aristóteles, quien consideraba que una acción es éticamente correcta si hacerla fuera propio de una persona virtuosa. Por ejemplo, si para el utilitarismo hay que ayudar a los necesitados porque eso aumenta el bienestar general, y para la deontología hay que hacerlo porque es nuestro deber, para la ética de virtudes, hay que ayudar a los necesitados porque hacerlo sería caritativo y benevolente.
Siendo la persona virtuosa aquella que cumple con un rol de manera excelente, por lo que cada individuo desarrolla su propio concepto de virtud. Por ejemplo, una médica es virtuosa por curar a sus pacientes y una diseñadora es virtuosa por su capacidad de crear imágenes plásticas placenteras. Sin embargo, las funciones a realizar se cuentan entre las relativas al hecho de que seamos agentes morales. Las virtudes correspondientes a tales funciones serían, por lo tanto, las virtudes éticas.
La ética de las virtudes busca explicar la naturaleza de un agente moral como fuerza motriz para el comportamiento ético. Explica que un ser, al realizar sus actos con la virtud propia de su identidad, sentirá satisfacción a la hora de realizar actos. En lugar de reglas (deontología) o consecuencialismo, que se deriva como correcto o incorrecto del resultado del acto en sí mismo.
Por ejemplo, un consecuencialista argumentaría que mentir es malo debido a las consecuencias negativas producidas por mentir, aunque un consecuencialista permitiría que determinadas consecuencias previsibles hicieran aceptable mentir en algunos casos. Un deontólogo argumentaría que la mentira siempre es mala, independientemente de cualquier "bien" potencial que pudiera venir de una mentira. Un partidario de la ética de la virtud, sin embargo, se centraría menos en mentir en una ocasión particular, y en lugar de eso consideraría lo que la decisión de contar o no una mentira nos dice del carácter y la conducta moral de uno. Como tal, la moralidad de mentir se determinaría caso por caso, lo cual se basaría en factores como el beneficio personal, el beneficio del grupo, y las intenciones (en cuanto a si son benévolas o malévolas).
Aunque la preocupación por la virtud aparece en varias tradiciones filosóficas, en la Filosofía occidental, la virtud es presente en la obra de Platón y Aristóteles, y aún hoy en día los conceptos clave de la tradición se derivan de la antigua filosofía griega. Estos conceptos incluyen areté (excelencia o virtud), phrónesis (sabiduría práctica o moral), y eudaimonia (felicidad).

### Críticas
Los defensores de la teoría de la virtud a veces argumentan que una característica central de una virtud es su aplicabilidad universal. En otras palabras, cualquier rasgo de carácter definido como una virtud debe ser razonablemente considerado universalmente como una virtud para todas las personas. Según este punto de vista, es incoherente reivindicar, por ejemplo, el servilismo como virtud femenina y, al mismo tiempo, no proponerlo como virtud masculina. 
Otros defensores de la teoría de la virtud, en particular Alasdair MacIntyre, responden a esta objeción argumentando que cualquier explicación de las virtudes debe, de hecho, generarse a partir de la comunidad en la que se practican esas virtudes: la propia palabra ética implica ethos. Es decir, las virtudes están, y necesariamente deben estar, arraigadas en un tiempo y un lugar concretos. Lo que cuenta como una virtud en siglo IV a. C. Atenas sería una guía ridícula para el comportamiento adecuado en siglo XXI Toronto y viceversa. Adoptar este punto de vista no nos compromete necesariamente con el argumento de que los relatos de las virtudes deben ser, por tanto, estáticos: la actividad moral -es decir, los intentos de contemplar y practicar las virtudes- puede proporcionar los recursos culturales que permitan a la gente cambiar, aunque lentamente, el ethos de sus propias sociedades. 
MacIntyre parece adoptar esta postura en su obra seminal sobre la ética de la virtud, After Virtue. 
Otra objeción a la teoría de la virtud es que la ética de la virtud no se centra en qué tipos de acciones están moralmente permitidas y cuáles no, sino más bien en qué tipo de cualidades debe fomentar alguien para convertirse en una buena persona. En otras palabras, mientras que algunos teóricos de la virtud pueden no condenar, por ejemplo, el asesinato como un tipo de acción inherentemente inmoral o inadmisible, pueden argumentar que alguien que comete un asesinato carece gravemente de varias virtudes importantes, como la compasión y la equidad. Sin embargo, los antagonistas de la teoría a menudo objetan que esta característica particular de la teoría hace que la ética de la virtud sea inútil como norma universal de conducta aceptable adecuada como base para la legislación. Algunos teóricos de la virtud conceden este punto, pero responden oponiéndose a la noción misma de autoridad legislativa legítima, abogando efectivamente por alguna forma de anarquismo como ideal político. Otros teóricos de la virtud sostienen que las leyes deben ser hechas por legisladores virtuosos, y aún otro grupo sostiene que es posible basar un sistema judicial en la noción moral de virtudes en lugar de reglas. El propio Aristóteles vio su Ética a Nicómaco como una precuela de su Política y sintió que el punto de la política era crear el suelo fértil para que se desarrollara una ciudadanía virtuosa, y que un propósito de la virtud era que te ayuda a contribuir a una polis sana.
Algunos teóricos de la virtud podrían responder a esta objeción general con la noción de que un «acto malo» también es un acto característico del vicio. Es decir, aquellos actos que no apuntan a la virtud, o que se alejan de ella, constituirían nuestra concepción de «mala conducta». Aunque no todos los eticistas de la virtud están de acuerdo con esta noción, ésta es una manera en que el eticista de la virtud puede reintroducir el concepto de lo «moralmente impermisible». Se podría objetar que está cometiendo un argumento desde la ignorancia al postular que lo que no es virtuoso es invirtuoso. En otras palabras, el hecho de que una acción o persona «carezca de evidencia» de virtud no implica, todo lo demás constante, que dicha acción o persona no sea virtuosa.

## La moral como fuerza vinculante
Puede no estar claro qué significa decir que una persona "debería hacer X porque es moral, le guste o no". A veces se presume que la moralidad tiene algún tipo de fuerza vinculante especial sobre el comportamiento, aunque algunos filósofos creen que, utilizada de este modo, la palabra "debería" parece atribuir erróneamente poderes mágicos a la moralidad. Por ejemplo, a G. E. M. Anscombe le preocupa que "ought" se haya convertido en "una palabra de mera fuerza mesmérica"
 La eticista británica Philippa Foot Philippa Foot elabora que la moralidad no parece tener ninguna fuerza vinculante especial, y aclara que la gente sólo se comporta moralmente cuando está motivada por otros factores. Foot dice: "La gente habla, por ejemplo, de la 'fuerza vinculante' de la moralidad, pero no está claro qué significa esto si no es que nos sentimos incapaces de escapar" La idea es que, ante la oportunidad de robar un libro porque podemos salirnos con la nuestra, la obligación moral en sí no tiene poder para detenernos a menos que sintamos una obligación. Por tanto, es posible que la moral no tenga ninguna fuerza vinculante más allá de las motivaciones humanas habituales, y las personas deben estar motivadas para comportarse moralmente. La pregunta que surge entonces es: ¿qué papel desempeña la razón en la motivación del comportamiento moral?

### Motivación de la moralidad
La perspectiva del imperativo categórico sugiere que la razón adecuada siempre conduce a un comportamiento moral particular. Como se mencionó anteriormente, Foot en cambio cree que los seres humanos están realmente motivados por deseos. La razón adecuada, desde este punto de vista, permite a los humanos descubrir acciones que les dan lo que quieren (es decir, imperativo hipotéticos) - no necesariamente acciones que son morales.
La estructura social y la motivación pueden hacer que la moralidad sea vinculante en cierto sentido, pero sólo porque hace que las normas morales se sientan ineludibles, según Foot.

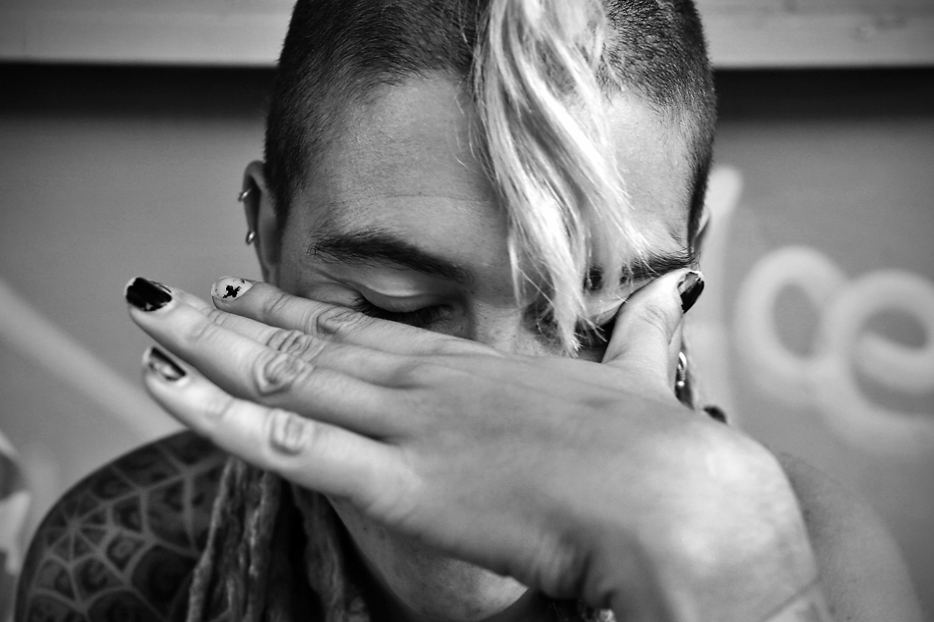
Los sentimientos como la vergüenza y el amor se consideran a veces el único sentido significativo en el que la moralidad es vinculante. En ausencia de esos sentimientos, una persona podría comportarse "inmoralmente" sin remordimiento.

John Stuart Mill añade que las presiones externas, para complacer a los demás, por ejemplo, también influyen en esta fuerza vinculante sentida, que él denomina "conciencia humana". Mill dice que los seres humanos deben primero razonar sobre lo que es moral, y luego tratar de alinear los sentimientos de nuestra conciencia con nuestra razón. Al mismo tiempo, Mill dice que un buen sistema moral (en su caso, el utilitarismo) apela en última instancia a aspectos de la naturaleza humana-que, a su vez, deben ser alimentados durante la crianza. Mill explica:
Esta base firme es la de los sentimientos sociales de la humanidad; el deseo de estar en unidad con nuestros semejantes, que ya es un principio poderoso en la naturaleza humana, y felizmente uno de los que tienden a fortalecerse, incluso sin inculcación expresa, por las influencias del avance de la civilización.
Mill cree, por tanto, que es importante apreciar que son los sentimientos los que impulsan el comportamiento moral, pero también que pueden no estar presentes en algunas personas (por ejemplo, psicópatas). Mill describe a continuación los factores que contribuyen a que las personas desarrollen una conciencia y se comporten moralmente.
Textos populares como The Science of Morality: The Individual, Community, and Future Generations (1998) de Joseph Daleiden describen cómo las sociedades pueden utilizar la ciencia para averiguar cómo hacer que las personas tengan más probabilidades de ser buenas.

## Otras teorías
La ética del cuidado, o ética relacional, fundada por las teóricas feministas, en particular Carol Gilligan, argumenta que la moral surge de las experiencias de empatía y compasión. Subraya la importancia de la interdependencia y las relaciones para conseguir objetivos éticos.
La ética pragmática es difícil de clasificar por completo dentro de cualquiera de las cuatro concepciones anteriores. Esta visión argumenta que la corrección moral evoluciona de forma similar a otros tipos de conocimiento —socialmente a lo largo de muchas vidas— y que las normas, principios y criterios morales probablemente se mejorarán como resultado de la investigación. Charles Sanders Peirce, William James y John Dewey son conocidos como los fundadores del pragmatismo; un defensor más reciente de la ética pragmática fue James D. Wallace.